# 김세윤 (작가)

김세윤은 영화 관련 글을 쓰는 작가이자, 라디오 DJ 겸 라디오 작가다. 영화 월간지 NeGA를 거쳐 영화 주간지 필름2.0에서 '궁금증 클리닉'을 연재했으며, 이를 2005년에 《헐크 바지는 왜 안 찢어질까》로 출판하였다. 2007년부터 시사인에서 '김세윤의 비장의 무비'라는 이름으로 영화 평론을 연재하고 있다.

## 출연·진행
- 배철수의 음악캠프 - 월요일 3부 김세윤의 영화음악 진행 (2012년~현재)
- FM 영화음악 김세윤입니다 - 진행(2019년~현재)

## 도서
- 《헐크 바지는 왜 안 찢어질까?》(2005년, Media2.0) ISBN 9788990739193